# Гріндейл (Вісконсин)
Гріндейл (англ. Greendale) — селище (англ. village) в США, в окрузі Мілвокі штату Вісконсин. Населення — 14 854 особи (2020).

## Географія
Гріндейл розташований за координатами 42°56′24″ пн. ш. 88°0′3″ зх. д. / 42.94000° пн. ш. 88.00083° зх. д. (42.939993, -88.000857).  За даними Бюро перепису населення США в 2010 році селище мало площу 14,43 км², з яких 14,41 км² — суходіл та 0,02 км² — водойми.

## Демографія
Згідно з переписом 2010 року, у селищі мешкало 14 046 осіб у 6075 домогосподарствах у складі 4016 родин. Густота населення становила 973 особи/км².  Було 6294 помешкання (436/км²).
Расовий склад населення:
| - 92,8 % — білих - 3,1 % — азіатів - 1,2 % — чорних або афроамериканців - 0,4 % — корінних американців |

До двох чи більше рас належало 1,6 %. Частка іспаномовних становила 4,7 % від усіх жителів.
За віковим діапазоном населення розподілялося таким чином: 22,1 % — особи молодші 18 років, 55,7 % — особи у віці 18—64 років, 22,2 % — особи у віці 65 років та старші. Медіана віку мешканця становила 45,3 року. На 100 осіб жіночої статі у селищі припадало 87,4 чоловіків;  на 100 жінок у віці від 18 років та старших — 83,1 чоловіків також старших 18 років.
Середній дохід на одне домашнє господарство  становив 76 621 долар США (медіана — 63 349), а середній дохід на одну сім'ю — 89 377 доларів (медіана — 81 143). Медіана доходів становила 59 083 долари для чоловіків та 43 346 доларів для жінок. За межею бідності перебувало 7,7 % осіб, у тому числі 11,0 % дітей у віці до 18 років та 10,4 % осіб у віці 65 років та старших.
Цивільне працевлаштоване населення становило 6825 осіб. Основні галузі зайнятості: освіта, охорона здоров'я та соціальна допомога — 29,4 %, виробництво — 13,5 %, роздрібна торгівля — 10,5 %, науковці, спеціалісти, менеджери — 10,2 %.